# Rhinoclemmys melanosterna
Rhinoclemmys melanosterna is een schildpad uit de familie Geoemydidae. De wetenschappelijke naam werd voor het eerst gepubliceerd in 1861 door John Edward Gray. Oorspronkelijk werd de wetenschappelijke naam Geoclemmys melanosterna gebruikt. 

## Uiterlijke kenmerken
De schildkleur is donkerbruin tot zwart, het schild is ovaal van vorm en heeft een kiel op het midden. Het buikschild is roodbruin tot zwart met gele randen en een gele middennaad tussen de buikschilden. De relatief kleine kop is donker tot zwart en heeft een groene tot rode U-vormige streep die boven het oog begint, om het oog heen loopt en onder het oog eindigt. De schildlengte is ongeveer 30 centimeter, mannetjes blijven kleiner tot 25 centimeter. Ze zijn verder van vrouwtjes te onderscheiden door een langere en dikkere staart. Opmerkelijk is dat exemplaren die in zoetwater leven roodgestreept zijn, terwijl dieren die in zoetwater leven gele tot groene strepen hebben.

## Verspreiding en habitat
De soort komt voor in Zuid-Amerika: in Panama, Colombia en Ecuador. De habitat bestaat uit verschillende waterige milieus, van meren en rivieren tot vijvers in zowel savanne-achtige terreinen als diep in het regenwoud. Er is een tolerantie voor brak water, deze soort neemt graag een zonnebad.

## Levenswijze
De nesten kunnen gedurende het gehele jaar worden gemaakt met een piek in juni tot augustus en november. Het nest bestaat niet uit een gegraven holte maar de eieren worden onder de rottende bladeren verstopt. Er worden slechts één of twee (soms drie) eieren per keer afgezet. Het voedsel bestaat voornamelijk uit plantaardig materiaal, in gevangenschap gehouden exemplaren nemen echter ook huisdierenvoer aan.